# Mirosław Kernbaum
Mirosław Kernbaum (ur. 5 marca 1882 w Warszawie, zm. 14 listopada 1911 w Krakowie) – polski fizyk, autor pionierskich prac na temat radiolizy wody.

## Życiorys
Syn warszawskiego przemysłowca Józefa Kernbauma (1856–1939) i Reginy z domu Berlinerblau (1860–1932). Jego siostra, artystka Jadwiga była żoną Marcelego Handelsmana. Uczęszczał do szkoły realnej W. Górskiego, a następnie wstąpił na Politechnikę w Charlottenburgu. Był aktywnym działaczem tamtejszej polskiej młodzieży akademickiej, należąc do odłamu narodowców; uczestniczył w manifestacjach antypruskich, organizowanych przez stowarzyszenie studenckie „Techne”.
Naukę przerwało aresztowanie wraz z 26 kolegami w dniu 15 lutego 1902 i wydalenie go z Prus cztery tygodnie później. Powodem był udział w proteście przeciwko wykładom Schiemanna. Po powrocie do Warszawy został aresztowany i osadzony w Cytadeli Warszawskiej na 7 tygodni, wskutek denuncjacji policji pruskiej i oskarżenia o kontakty z rewolucjonistami rosyjskimi.
Od października 1902 przebywał w Zurychu, gdzie kontynuował naukę na tamtejszej Politechnice. W Zurychu należał Związku Młodzieży Polskiej „Zet” i był sekretarzem Zjednoczenia Towarzystw Młodzieży Polskiej Zagranicą. W 1905 roku immatrykulował się na Uniwersytecie w Strasburgu, ale w tym samym miesiącu został wydalony z prowincji Alzacji-Lotaryngii. Od jesieni 1905 roku studiował na Uniwersytecie Genewskim, uzyskując tytuł doktora w 1908 roku na podstawie rozprawy przygotowanej pod kierunkiem Charlesa-Eugène Guye. W Genewie jako członek Związku Młodzieży Polskiej „Zet” należał do lokalnej organizacji młodzieżowej „Ogniwo”, do połowy 1907 roku zajmując stanowisko Ligi Narodowej i Narodowej Demokracji, a po rozłamie w 1908 roku i zerwaniu z Ligą Narodową, opowiadając się za porozumieniem.
Jesienią 1908 roku przeniósł się do Paryża i został asystentem Marii Skłodowskiej-Curie. W Paryżu przez krótki czas był prezesem Zjednoczenia Towarzystw Młodzieży Polskiej Zagranicą i należał do Centralizacji „Zet”, zanim nie zniechęcił się do aktywności politycznej.
W lecie 1911 roku przeniósł się do Krakowa. 14 listopada popełnił samobójstwo w swoim mieszkaniu przy ul. Batorego strzałem w skroń z rewolweru, jak podawały gazety, przyczyną był rozstrój nerwowy. Późniejsze źródła wskazywały na wiele przyczyn osobistych, w tym nieuleczalną chorobę, zawód miłosny, zmianę orientacji politycznej i trudności w uzyskaniu stanowiska naukowego na Uniwersytecie Jagiellońskim. Pochowany jest na cmentarzu Powązkowskim (kwatera 34, rząd 2, miejsce 14/15).

## Dorobek naukowy
Kernbaum był autorem 10 prac. Praca doktorska składała się z dwóch części; w pierwszej badał rozpad polonu, dochodząc do mylnego wniosku, że promieniowanie emitowane przez polon nie zawiera cząstek alfa. W drugiej części pracy dowodził, że promienie X nie mają wpływu na radioaktywność ciał promieniotwórczych. Pod kierunkiem Curie-Skłodowskiej podjął prace nad rozkładem wody pod wpływem promieniowania beta, nadfioletowego, słonecznego.

## Upamiętnienie

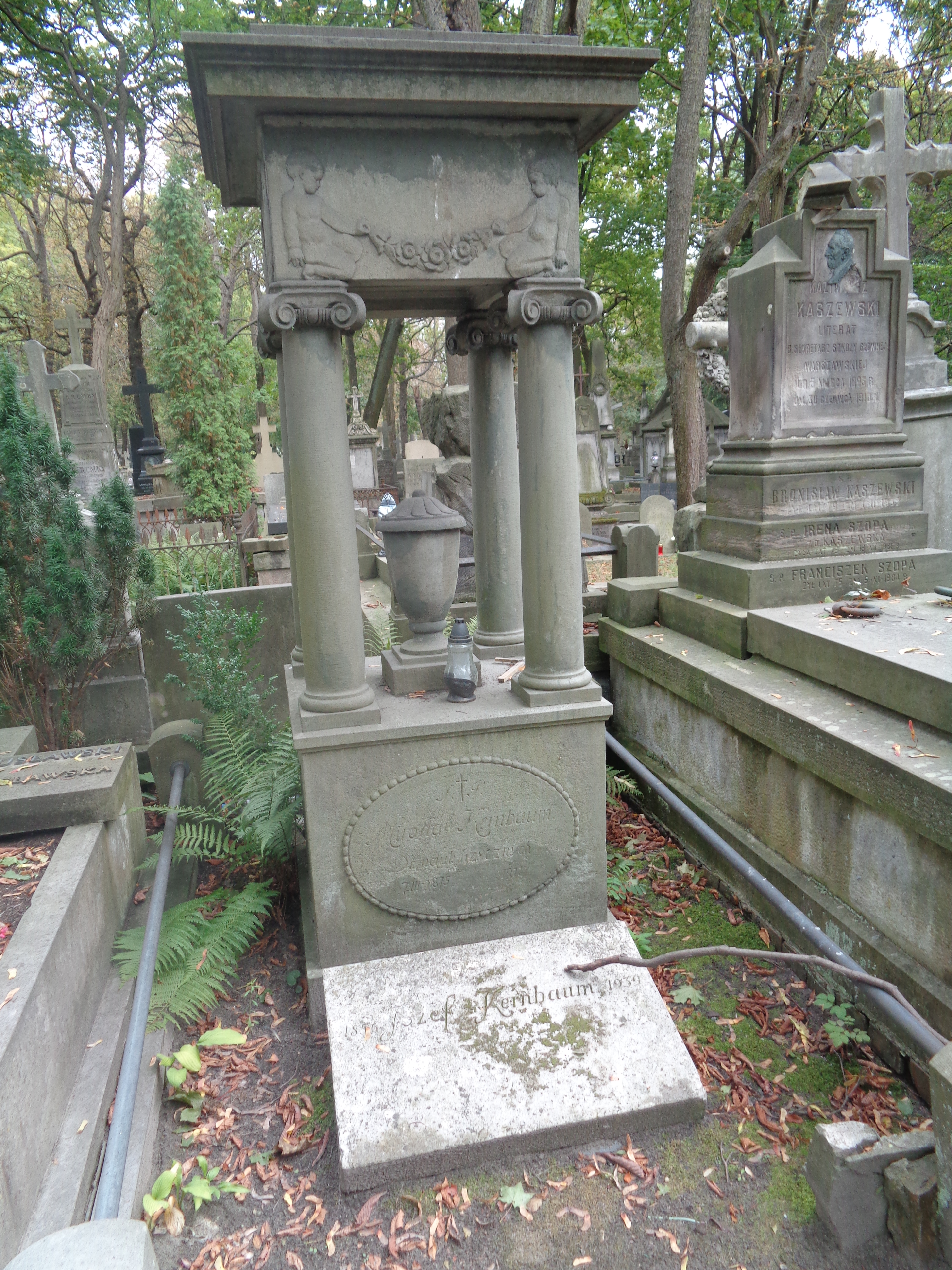
Grób Mirosława Kernbauma cmentarzu Powązkowskim

W 1912 roku dla uczczenia jego pamięci dzięki darowiźnie rodziców i siostry Jadwigi w wysokości 10 tysięcy rubli powstała w Warszawie przy Towarzystwie Naukowym Warszawskim Pracownia Radiologiczna im. Mirosława Kernbauma, której kierowniczką zgodziła się zostać Maria Skłodowska-Curie. Nie mogła jednak kierować placówką osobiście, wysłała więc do Warszawy swoich dwóch najlepszych asystentów, Jana Kazimierza Danysza i Ludwika Wertensteina. W 10. rocznicę jego śmierci wydano jego pisma wybrane, zawierające prace z języka francuskiego w tłumaczeniu Marii Asterblumówny.

## Prace
- Greinacher H., Kernbaum M. Über das gasförmige Umwandlungsprodukt des Poloniums. „Physikalische Zeitschrift”, 1908
- Recherches sur quelques points relatifs à la radioactivité. Genève, 1908
- Guye, Schindloff, Kernbaum. Les rayon X ont-ils une action sur les corps radioactifs?. „Archives des Sciences physiques et naturelles”, 1908
- Sur la décomposition de l'eau par les rayons β du radium et par les rayons ultra-violets. Le Radium” 6 (8), s. 225–228, 1909
- Action chimique sur l'eau des rayons penetrants du radium. „CR Acad. Sci. Paris”, 1909
- O rozkładzie wody pod wpływem β-promieni radu i promieni nadfiołkowych. „Kosmos” 35 (1/2), 1910
- Décomposition de l'eau par l'aigrette. „Le Radium” 7 (9), 275–278, 1910
- Polon. „Gazeta Warszawska” (9.3.1910)
- Sur la décomposition de l'eau par les rayons solaires. „Bulletin de l'Acadèmie des Sciences de Cracovie. Classe des Sciences Mathématiques et Naturelles. Série A. Sciences Mathématiques”, 1911
- Wybór pism w 10. rocznicę śmierci. Zamość-Warszawa: Z. Pomarański, 1921